# Туадаш тундра
Туадаш тундра (рус. Туадаш Тундры) планинско је подручје у централном делу Мурманске области, на крајњем северозападу Русије. Представља западни продужетак масива Саљније тундри. Највиша тачка је врх Чиљтаљд (рус. Чильтальд) са надморском висином од 907 метара.
Масив се протеже у смеру југ-север, са истока је ограничен долином реке Коње, са запада обалом Нотозера, а цело подручје налази се у басену реке Туломе.